# José Tragó
José Tragó y Arana (Madrid, 25 septembre 1856 - Madrid, 3 janvier 1934) est un pianiste, un compositeur et un pédagogue espagnol. 

## Biographie
Il a fait ses études au Conservatoire de Madrid, avant d'aller à Paris afin de perfectionner sa technique pianistique. Il a obtenu le premier Prix du Conservatoire de Paris. Là, il a eu pour condisciple Isaac Albéniz, avec qui il a maintenu une relation professionnelle très riche tout au cours de sa carrière, jouant ensemble des concertos pour deux pianos. Albéniz lui a dédié son Concierto Fantástico op. 78. 
José Tragó a été un important concertiste, faisant partie de la Sociedad de cuartetos de Madrid avec Jesús de Monasterio, Enrique Fernández Arbós, Victor de Mirecki, et beaucoup d'autres, avec qui il a réalisé des tournées en Espagne et au Portugal. 
Professeur de piano du Conservatoire de Madrid à partir de 1886, il a formé en compagnie de Jesús de Monasterio (musique de chambre), Felipe Pedrell (composition) et Victor de Mirecki (violoncelle) le noyau pour le renouvellement de l'enseignement de la musique dans l'école madrilène. Avec Pedrell, il a participé à la création du nationalisme musical espagnol. Parmi ses élèves, on trouve Joaquín Turina, Manuel de Falla, José Muñoz Molleda, Enrique Granados, María Rodrigo, Vicente Zurrón, Javier Alfonso, Fidela Campiña Ontiveros et beaucoup d'autres.
Décoré de l'Ordre d'Isabelle la Catholique, il a été élu académicien avec le numéro Ia à l'Académie royale des beaux-arts de San Fernando.
Son travail de compositeur est destiné essentiellement à son instrument. Son œuvre la plus connue est une collection d'études : la Escuela de Piano.